# Ecole des Jeunes de langues
L'École des Jeunes de langues (Escola de Joves de llengües) va ser creada el 1669 per iniciativa de Jean-Baptiste Colbert, per tal de formar els futurs intèrprets en llengües orientals (en francès en deien aleshores drogman), és a dir : turc, àrab, persa, armeni, etcètera. Va sistematitzar una activitat que havia començat irregularment el Col·legi de les tres llengües creat al segle xvi per Francesc I de França (1530) impartint cursos d'àrab per iniciativa de Maria de Mèdici, vídua d'Enric IV de França. Al segle xviii va ser annexada al Col·legi dels Jesuïtes, futur Liceu Louis-le-Grand. Els alumnes, dits joves de llengües, eren formats en part a Constantinoble (Istanbul) i a París. Eren sovint fills de diplomàtics o comerciants francesos establerts a l'Imperi otomà o dels cristians locals. Al segle xix, l'Escola dels Joves de llengües va ser progressivament absorbida per l'Escola de llengües orientals.